# João de Deus Ramos
João de Deus Ramos (Coração de Jesus, Lisboa, 26 de abril de 1878 — São Sebastião da Pedreira, Lisboa, 15 de novembro de 1953) foi um pedagogo português, filho do também pedagogo e poeta João de Deus, cuja obra continuou.

## Biografia
Era filho do pedagogo e poeta João de Deus e de Guilhermina das Mercês Battaglia Ramos, natural de Lisboa (freguesia das Mercês). Frequentou o Colégio de Campolide até aos 14 anos, quando foi expulso. Cresceu num ambiente familiar marcado pelos valores humanistas, cívicos e culturais, sendo profundamente influenciado pelo liberalismo de Alexandre Herculano e pelo socialismo de Antero de Quental.
Órfão de pai aos 18 anos, terminou o liceu em 1897, quando foi estudar Direito na Universidade de Coimbra, onde se licenciou em 1902. Entre 1905 e 1910, foi diretor da revista A Instrução do Povo. 
Continuando o trabalho pedagógico iniciado por João de Deus e aproveitando a experiência das escolas móveis criadas por Casimiro Freire e a sua Associação de Escolas Móveis e Jardins-Escolas João de Deus, assumiu a sua presidência em 1908 e fundou uma rede de escolas infantis, designadas por Jardins-Escolas João de Deus, em edifícios projetados pelo arquiteto Raul Lino. A primeira dessas escolas  abriu em 1911, em Coimbra, junto ao Jardim Botânico, onde ainda hoje se encontra em pleno funcionamento. João de Deus Ramos foi ainda Sócio-Diretor do "Colégio Bairro Escolar do Estoril" no Monte Estoril em sociedade com o Dr. João Lopes Soares (pai de Mário Soares) e do Dr. Américo Limpo de Negrão Buisel (filho do conhecido professor de Portimão José Negrão Buisel). Ainda em 1911, casou com Carmen Syder (Parada de Gonta, Tondela, 3 de março de 1894 — São Sebastião da Pedreira, Lisboa, 31 de março de 1968), de quem teve quatro filhos.
Em 1909, foi iniciado na Maçonaria, pertencendo à loja Solidariedade do Grande Oriente Lusitano Unido. Em 1911, foi eleito deputado à Assembleia Nacional Constituinte por Alcobaça. Em março de 1911, com João de Barros, elaborou a primeira reforma do ensino da Primeira República, focada no ensino primário. Em 1912, foi nomeado governador civil da Guarda. Em 1913, foi eleito deputado ao Congresso Nacional por Lamego e nomeado governador civil de Coimbra. Em 1917, inaugurou o Museu João de Deus, em homenagem ao pai, que alberga também uma biblioteca.
Foi ministro da Instrução Pública no governo liderado por Domingos Pereira (1920) e ministro do Trabalho no governo liderado por José Domingues dos Santos (1924-1925), tendo, nestas últimas funções, regulamentado o exercício das farmácias e das casas de penhores.
A 14 de novembro de 1950, foi agraciado com o grau de Grande-Oficial da Ordem Militar de Cristo.
Morreu de trombose cerebral a 15 de novembro de 1953, aos 75 anos, em sua casa, na Rua Viriato, n.º 23, 1.º direito, freguesia de S. Sebastião da Pedreira, em Lisboa. Foi sepultado no Cemitério dos Prazeres, em jazigo de família.
Em 1971, a Câmara Municipal de Lisboa homenageou o pedagogo dando o seu nome a uma rua no prolongamento da Rua Marquês de Soveral.

## Obras
João de Deus Ramos é autor, entre outras, das seguintes obras:

### Poesia
- A Cruz d'Amar (1899);
- Poetas (1955, póstumo), com prefácio de Aquilino Ribeiro;
- Fábulas para a Gente Moça (1955, póstumo).

### Pedagogia
- Reforma da Instrução Primária, 1911;
- A Reforma do Ensino Normal, 1912;
- O Estado Mestre Escola e a Necessidade das Escolas Primárias Superiores, 1924;
- A Criança em Portugal antes da Educação Infantil, 1940.

### Música
- Piano:
  - Caprichos;
  - Canto do Fado;
  - Variações do Fado;

- Para crianças:
  - Rancho de Esperança;
  - Marcha Escolar;
  - A Lágrima Celeste, com letra do poeta João de Deus;
  - O Hino do Sol, com letra de Tomás Ribeiro.

Encontra-se colaboração da sua autoria em diversas publicações periódicas, nomeadamente na Revista nova  (1901-1902),  Arte & vida   (1904-1906), Atlantida (1915-1920) e ainda na Mocidade Portuguesa Feminina: boletim mensal (1939-1947).